# Krchleby (okres Šumperk)
Obec Krchleby (německy Chirles) se nachází v okrese Šumperk v Olomouckém kraji. Žije zde 179 obyvatel.

## Název
Na vesnici bylo přeneseno původní označení jejích obyvatel, které znělo krchlebi. Toto slovo bylo složeno z krchý - "levý" a leb - "lebka, hlava". Zřejmě tedy šlo o přezdívku lidí, kteří měli hlavu nakloněnou nalevo. Protože staročeské krchmo mělo význam jednak "nalevo", jednak "stranou, tajně" a krchniti sě znamenalo "stranou, tajně se něčím zaobírat", mohla přezdívka také označovat lidi, kteří tají své záměry. Německé jméno vzniklo z českého.

## Historie
První písemná zmínka o obci pochází z roku 1273.

## Kulturní památky
V katastru obce jsou evidovány tyto kulturní památky:
- Sloup Nejsvětější Trojice (na poli na okraji obce) – kamenická práce ze 2. poloviny 18. století s podstavcem zdobeným reliéfy z roku 1829
- Kříž – kamenný podstavec z roku 1798

Mimo památkově chráněné objekty:
- Zámek Krchleby – památkou do roku 1975[7]

## Galerie

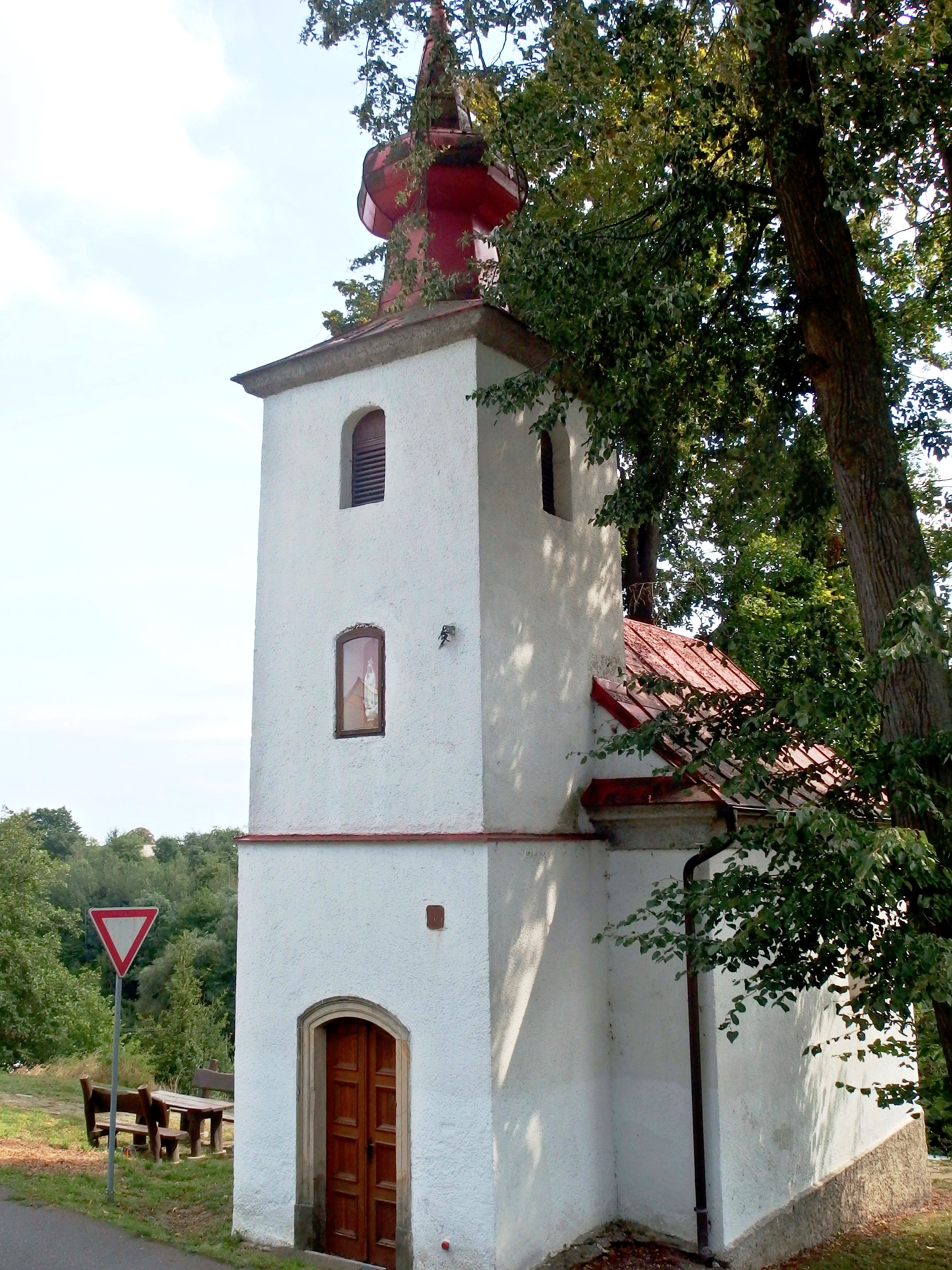
Kaple sv. Panny Marie z roku 1920
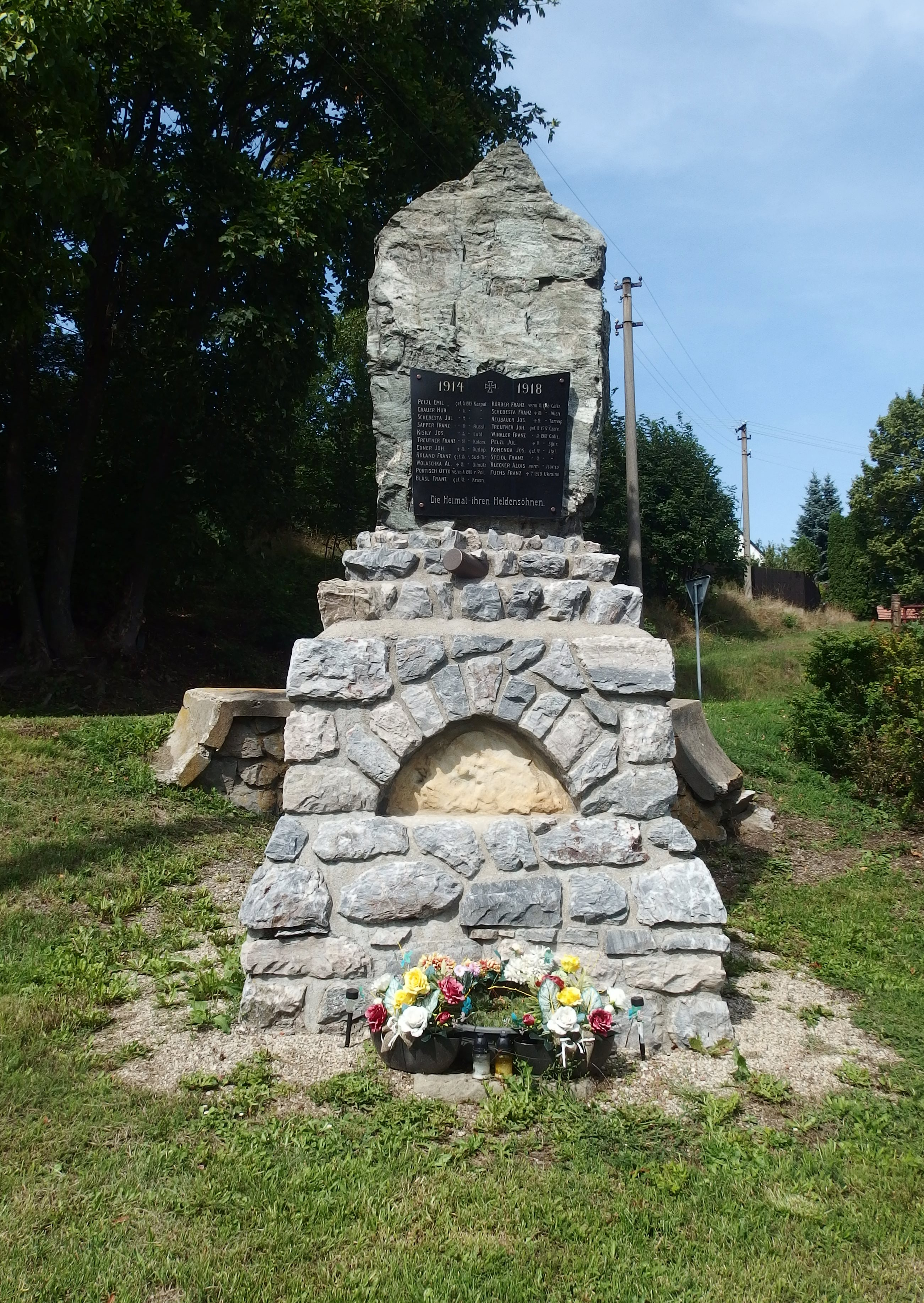
Pomník padlým v I. sv. válce
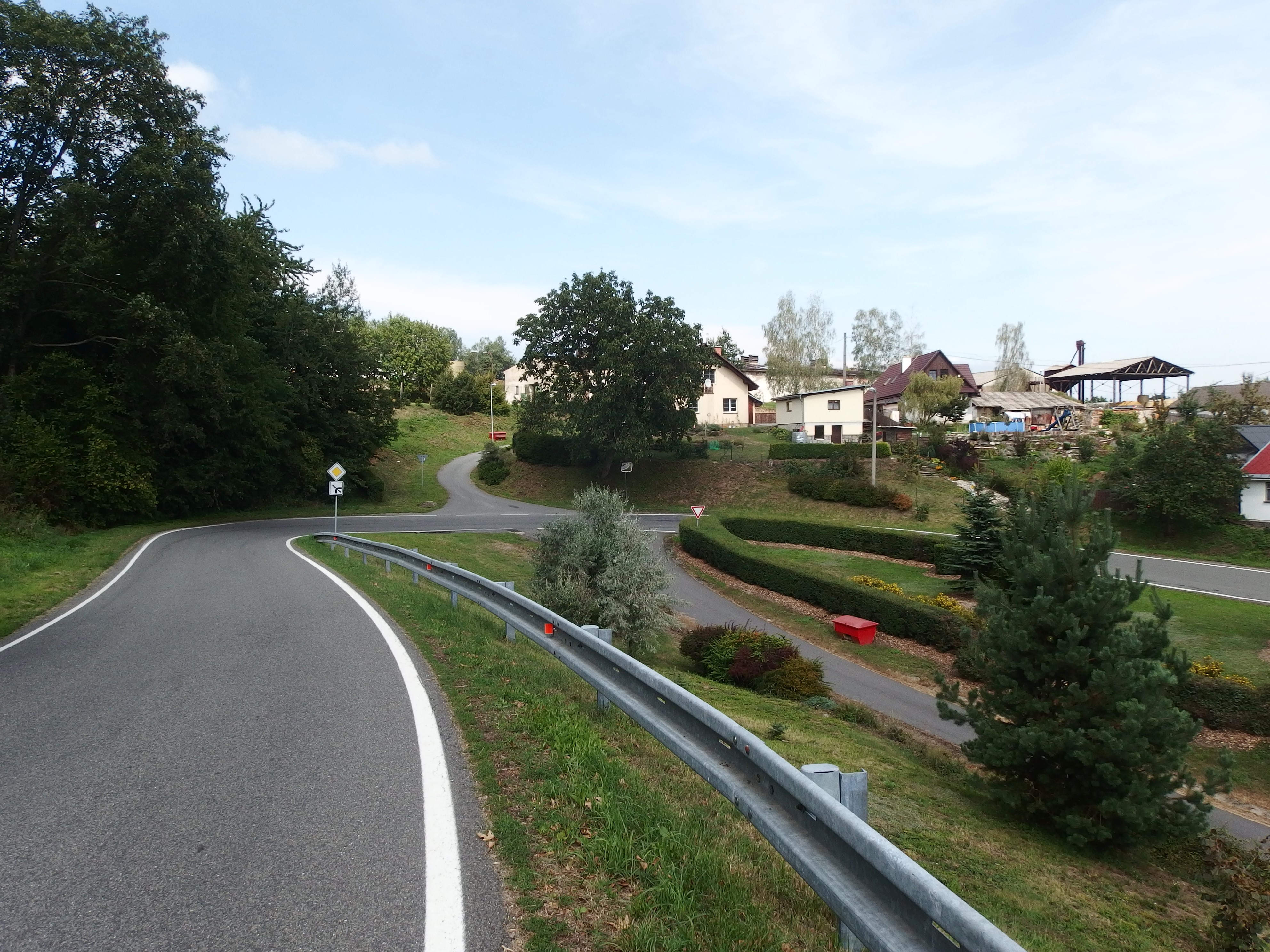
Silnice v obci
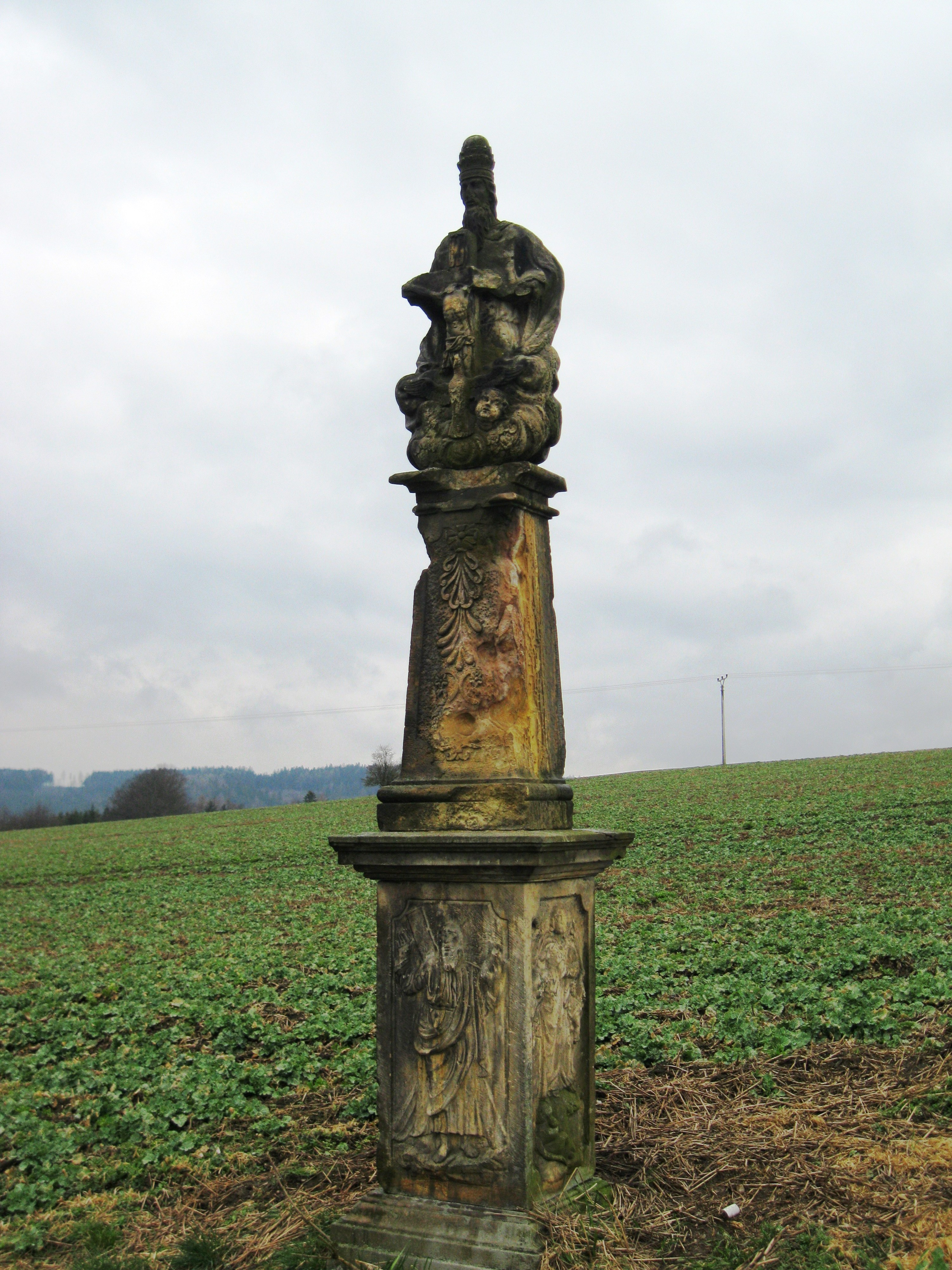
Socha Nejsvětější Trojice